# High Pressure Direct Injection
Pour les articles homonymes, voir HDI.
 (avril 2016).
Si vous disposez d'ouvrages ou d'articles de référence ou si vous connaissez des sites web de qualité traitant du thème abordé ici, merci de compléter l'article en donnant les références utiles à sa vérifiabilité et en les liant à la section « Notes et références ».
High Pressure Direct Injection (HDI) est le nom donné au sein du groupe PSA Peugeot Citroën aux moteurs Diesel à injection directe et turbocompressés, faisant appel à la technologie common rail (rampe commune d'injection à haute pression, technologie développée par Fiat dans les années 1990). Cette technologie permet d'améliorer l'injection du carburant (pré-injection, injection principale et post-injection) et de diminuer sensiblement le bruit de fonctionnement, les consommations et les émissions polluantes, et permettant une conduite plus agréable par rapport à l'injection directe simple ou à l'injection indirecte.
Le premier véhicule du groupe PSA équipé d'un moteur HDi fut la Citroën Xantia en septembre 1998 avec le 2.0 HDi 110 chevaux. Ce moteur fut ensuite rapidement utilisé par les autres véhicules du groupe (406, 806, Évasion...), et il fut aussi utilisé par certains modèles de la gamme Suzuki et le Fiat Scudo fabriqué chez Sevel à Valenciennes entre 1995 et 2016. Ce fut un succès commercial, PSA annonçant en septembre 2007 la production du dix-millionième moteur
Le nom « HDi » fut inventé par PSA Peugeot Citroën, et désigne par extension les moteurs de ce type conçus au sein de ce groupe. D'autres constructeurs utilisent ces moteurs, généralement sous le nom qu'ils ont donné à leur propre famille de moteurs Diesel à rampe commune : JTD 1re génération et Multijet 2e génération dans le groupe Fiat — Fiat, Alfa Romeo, Lancia et Iveco —, TDCi chez Ford, DI-D chez Mitsubishi...

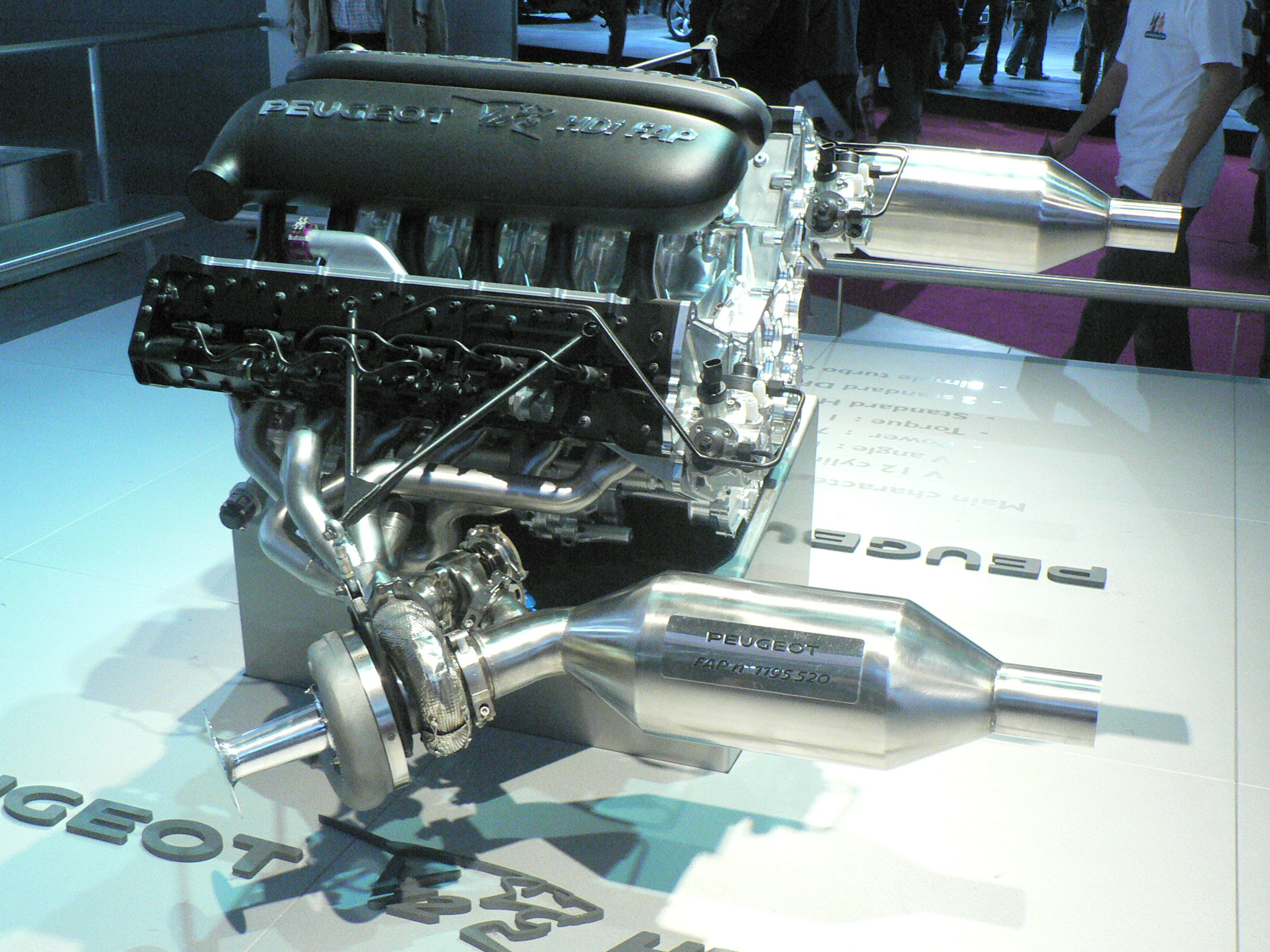
Le V12 HDi de la Peugeot 908

## Principe
Le carburant est amené du réservoir par une pompe basse pression vers la pompe haute pression, puis une rampe de distribution (common rail) de carburant sous haute pression qui alimente les injecteurs pilotés électriquement à une pression maximum de 1 500 bars. Cette pression permet d'injecter du carburant dans les cylindres de façon à obtenir une meilleure combustion (en pulvérisant le gazole en très fines gouttelettes) que dans les anciens moteurs Diesel. Le résultat est un meilleur rendement du moteur.

## Première génération
Il s'agit de moteurs développés pour remplacer les moteurs Diesel de génération précédente afin de réduire la consommation, les vibrations et le bruit de fonctionnement de façon à faire progresser l'agrément de conduite. Les 2.0 HDi 90 et 110 ch sont apparus pour la première fois sur la Citroën Xantia. Fiables, économes et modernes, ils ont contribué à la belle fin de carrière du modèle. Ce bloc se retrouvera sur les Peugeot 206, 306, 406, 806, Partner ainsi que sur les Citroën Xsara, Xsara Picasso, C5, Evasion et Berlingo. Le 2.2 HDi 136 ch a été inauguré par la Peugeot 607 lors de son lancement. Il s'agit du premier moteur au monde à avoir été équipé d'un filtre à particules. Ce filtre à particules était monté de série. Ce système fut récompensé par de multiples distinctions et équipe aujourd'hui une grande partie des moteurs Diesel commercialisés. Des problèmes de fiabilité du 2.0 HDi sont apparus lors de son introduction dans la Peugeot 307, mettant en cause le nouveau volant moteur bi-masse.

### Gamme de moteurs
| Code                              | DW10TD | DW10ATED                                                                                             | DW10ATED4                     | DW12UTED                                                  | DW12TED4                                                       |
| --------------------------------- | --- | --- | ----------------------------- | --------------------------------------------------------- | -------------------------------------------------------------- |
| Cylindrée (l)                     | 2,0 | 2,0                                                                                                  | 2,0                           | 2,2                                                       | 2,2                                                            |
| Nombre de cylindres / Disposition | 4 en ligne | 4 en ligne                                                                                           | 4 en ligne                    | 4 en ligne                                                | 4 en ligne                                                     |
| Nombre de soupapes                | 8 | 8 | 16                            | 8                                                         | 16                                                             |
| Puissance maxi (ch DIN)           | 90 | 110                                                                                                  | 110                           | 100                                                       | 136/130                                                        |
| Couple maxi (N m)                 | 210 | 250                                                                                                  | 270                           | 240                                                       | 315                                                            |
| Véhicules                         | Citroën C5 Citroën Xantia Citroën Xsara Citroën Xsara Picasso Citroën Berlingo Peugeot 206 Peugeot 306 Peugeot 307 Peugeot 406 Peugeot Partner Peugeot Expert Suzuki Vitara | Citroën C5 Citroën Xantia Citroën Xsara Eurovan-1 Peugeot 307 Peugeot 406 Peugeot 607 Peugeot Expert | Eurovan-2 Suzuki Grand Vitara | Peugeot Expert Peugeot Boxer Citroën Jumpy Citroën Jumper | Citroën C5 Eurovan-2 Peugeot 406 Peugeot 406 Coupé Peugeot 607 |

## Deuxième génération
La première évolution de la famille des moteurs HDi apparaît en 2003 et est le fruit d'un partenariat avec Ford. À cylindrée égale vis-à-vis des « anciens » HDi, ils proposent une puissance et un couple plus importants, de même que des consommations moins élevées. Chez Ford, ils sont appelés TDCi ; leurs caractéristiques de couple et de puissance sont voisines de celles utilisées par le groupe PSA.
Cette deuxième génération de moteurs fut notamment élaborée en vue de l’arrivée des normes de dépollution Euro 4 (en vigueur depuis le 1er janvier 2006).
Ils sont présents sur des modèles Peugeot, Citroën, Ford, Volvo, Mazda, mais aussi Jaguar et Land Rover, ces deux dernières appartenant alors encore au groupe Ford. La Mini récupéra également le 1.6 HDi dans sa déclinaison 110 chevaux, avec cependant une boîte de vitesses BMW.

### Gamme de moteurs
| Code                              | DV4TD | DV4TED4                 | DV6TED4 | DV6ATED4 | DV6BTED4                         | DV6UTED4                     | DW10BTED4 | DW10UTED4                                                                     |
| --------------------------------- | --- | ----------------------- | --- | --- | -------------------------------- | ---------------------------- | --- | ----------------------------------------------------------------------------- |
| Cylindrée (l)                     | 1,4 | 1,4                     | 1,6 | 1,6 | 1,6                              | 1,6                          | 2,0 | 2,0                                                                           |
| Nombre de cylindres / Disposition | 4 en ligne | 4 en ligne              | 4 en ligne | 4 en ligne | 4 en ligne                       | 4 en ligne                   | 4 en ligne | 4 en ligne                                                                    |
| Nombre de soupapes                | 8 | 16                      | 16 | 16 | 16                               | 16                           | 16 | 16                                                                            |
| Puissance maxi (ch CEE)           | 54 / 68 | 92                      | 110 | 90 | 75                               | 90                           | 136/138 | 120                                                                           |
| Couple maxi (N m)                 | 130 (54 ch) / 160 (70 ch) | 200                     | 240 / 260 | 215 | 170                              | 180                          | 320 / 340 | 300                                                                           |
| Véhicules                         | Citroën C1 Citroën C2 Citroën C3 Citroën Nemo Peugeot 107 Peugeot 1007 Peugeot 206 Peugeot 207 Peugeot 307 Peugeot Bipper Toyota Aygo | Citroën C3 Suzuki Liana | Citroën C3 R Citroën C4 Citroën C5 Citroën C5 II Citroën Xsara Picasso Peugeot 1007 Peugeot 206 Peugeot 207 Peugeot 307 Peugeot 308 Peugeot 407 Ford Focus Ford C-Max Mazda 3 Volvo C30 Volvo S40 Volvo V50 Volvo S80 Volvo V70 Mini Cooper D | Citroën C3 Citroën C4 Citroën Xsara Picasso Citroën Berlingo Peugeot 207 Peugeot 307 Peugeot 308 Peugeot Partner | Citroën Berlingo Peugeot Partner | Citroën Jumpy Peugeot Expert | Citroën C4 Citroën C5 Citroën C5 II Citroën C8 Citroën Jumpy Peugeot 307 Peugeot 308 Peugeot 407 Peugeot 607 Peugeot 807 Peugeot Expert Ford Focus Ford C-Max Ford Mondeo Mazda 6 Volvo C30 Volvo S40 Volvo V50 Volvo V70 Volvo S80 | Citroën C8 Citroën Jumpy Fiat Ulysse Lancia Phedra Peugeot 807 Peugeot Expert |

| Code                              | DW12TED4                                                          | DW12BTED4                                                                                                 | DW12MTED4                                                                 | DT17TED4 | PUMA100                      | PUMA120                      |
| --------------------------------- | ----------------------------------------------------------------- | --- | ------------------------------------------------------------------------- | --- | ---------------------------- | ---------------------------- |
| Cylindrée (l)                     | 2,2                                                               | 2,2 | 2,2                                                                       | 2,7 | 2,2                          | 2,2                          |
| Nombre de cylindres / Disposition | 4 en ligne                                                        | 4 en ligne                                                                                                | 4 en ligne                                                                | 6 en V | 4 en ligne                   | 4 en ligne                   |
| Nombre de soupapes                | 16                                                                | 16 | 16                                                                        | 24 | 16                           | 16                           |
| Puissance maxi (ch CEE)           | 136                                                               | 170 | 156 (Peugeot) 160 (Citroën)                                               | 204 | 100                          | 120                          |
| Puissance (kW)                    |                                                                   | 125 | 115                                                                       | |                              |                              |
| Couple maxi (N m)                 | 314                                                               | 370 | 380                                                                       | 440 | 250                          | 320                          |
| Véhicules                         | Peugeot 406, Peugeot 406 Coupé Citroën C5 Peugeot 607 Peugeot 807 | Citroën C5 Citroën C5 II Citroën C6 Citroën C8 Peugeot 407 Peugeot 607 Peugeot 807 Ford Galaxy Ford S-Max | Citroën C-Crosser Peugeot 4007 Mitsubishi Outlander Land Rover Freelander | Citroën C5 Citroën C5 II Citroën C6 Peugeot 407 Peugeot 607 Land Rover Discovery (190 ch) Range Rover Sport Jaguar S-Type Jaguar XF Jaguar XJ | Citroën Jumper Peugeot Boxer | Citroën Jumper Peugeot Boxer |

## Troisième génération
Introduits progressivement au cours de l'année 2009, ces moteurs répondent à la norme de dépollution Euro 5.

### Gamme de moteurs
| Code                               | DV6DTED | DV6CTED | DW10BTED4E5                                                                         | DW10DTED4 | DW10CTED4 | DT20CTED4                                                                  |
| ---------------------------------- | --- | --- | ----------------------------------------------------------------------------------- | --- | --- | -------------------------------------------------------------------------- |
| Cylindrée (l)                      | 1.6 | 1.6 | 2.0                                                                                 | 2.0 | 2.0 | 3.0                                                                        |
| Nombres de cylindres / Disposition | 4 en ligne | 4 en ligne | 4 en ligne                                                                          | 4 en ligne | 4 en ligne | 6 en V                                                                     |
| Nombres soupapes                   | 8 | 8 | 16                                                                                  | 16 | 16 | 24                                                                         |
| Puissance maxi (ch CEE)            | 92 | 112/115 | 140                                                                                 | 150 | 163 | 240/275                                                                    |
| Puissance (kW)                     | | | 100                                                                                 | 110 | 120 |                                                                            |
| Couple maxi (N m)                  | 230 | 270 | 320 / 340                                                                           | 340 | 340 | 450                                                                        |
| Véhicules                          | Citroën C3 II Citroën C4 II Citroën DS3 Peugeot 207 Peugeot 208 Peugeot 308 Peugeot 308 II Peugeot Partner II | Citroën C3 II Citroën C4 II Citroën C5 II Citroën DS3 Citroën DS4 Citroën DS5 Peugeot 207 Peugeot 308 Peugeot 308 II | Citroën C4 Citroën C5 II Citroën C8 Peugeot 407 Peugeot 807 Peugeot 508 Ford Mondeo | Peugeot 3008 Peugeot 308 Peugeot 308 II Peugeot 407 Peugeot 807 Citroën C4 Citroën C4 II Citroën C4 Picasso Citroën C5 II Citroën C8 Citroën Jumpy II Peugeot Expert Ford Focus Ford C-Max Ford S-Max Ford Galaxy | Citroën C4 Picasso Citroën C5 II Citroën C8 Citroën DS4 Citroën DS5 Peugeot 308 Peugeot 3008 Peugeot 5008 Peugeot 508 Peugeot 807 Peugeot RCZ | Citroën C5 II Citroën C6 Peugeot 407 Jaguar XF Jaguar XJ Range Rover Sport |

### Moteurs DW10C et DW10D
Nouveau fruit de la coopération entre PSA Peugeot Citroën et Ford Motor Company, le moteur DW10C est une évolution très profonde du « DW10B », le 2.0 l HDi 110/136/138 ch (ou 140 ch dans sa version Euro 5).
Les objectifs ayant déterminé sa conception sont les suivants :
- atteindre des performances environnementales, notamment en matière d’émissions d’oxyde d’azote, lui permettant de répondre facilement aux futures normes de pollution Euro 5 ;
- apporter un gain significatif pour ce qui du confort acoustique et vibratoire ;
- un plaisir de conduite accru, dû à une amélioration importante de la souplesse à bas régime, du brio et de la puissance, en phase avec les attentes des clients les plus exigeants du segment de milieu de gamme ;
- concilier ces caractéristiques avec une baisse significative de la consommation et des émissions de CO2.

Ce quatre cylindres de 1 997 cm3 est coiffé d’une culasse à seize soupapes et double arbre à cames en tête. Son couple maximal est porté à 340 N m à 2 000 tr/min. Si le couple à bas régime est particulièrement soigné (déjà 225 N m à 1 250 tr/min), le moteur possède également une très large plage d’utilisation pour une disponibilité à chaque instant (encore 298 N m à 3 500 tr/min).
Sa puissance maximale atteint 163 ch à 3 750 tr/min.
Malgré l’évolution de ses performances, sa consommation, en cycle mixte, chute d’environ 7 % par rapport au DW10B, soit l’équivalent de près de 10 g/km de CO2.
Le moteur « DW10D » est une variante également mise en place en 2009 ayant une puissance de 150 ch à 3 750 tr/min. Il est accompagné d'une boîte de vitesses automatique contrairement au « DW10C » qui est accompagné d'une boîte de vitesses manuelle.
Il existe aussi des DW10C 'DTR' (DW10CTED4 FAP DTR 1997 4C D TB BQ par ex - 150 cv) associé à une boite manuelle.

#### Chambre de combustion
Dans chacun de ses pistons, le moteur bénéficie d’une chambre de combustion dotée d’une géométrie au traitement très spécifique. De plus, cette chambre est conçue avec de l’aluminium à très forte tenue mécanique et thermique.
Ceci engendre :
- un taux de compression plus bas (16 contre 17,6 pour le DW10B) au bénéfice de la performance et de la réduction des émissions (dont les NOx) ;
- un plus grand diamètre de la chambre de combustion (+ 20 %), ce qui contribue à diminuer la quantité de carburant incomplètement brûlé car moins au contact des parois ;
- une diminution du swirl (mouvement tournant de l’air dans la chambre de combustion) de près de 12 %, en limitant ainsi les pertes thermiques contre les parois.

Ces évolutions permettent une meilleure homogénéité du mélange air/carburant, ce qui aboutit à une amélioration significative du rendement global du moteur, une diminution des émissions polluantes de tout type, et une combustion plus silencieuse.

#### Système d'injection
Le système de combustion est associé à un tout nouveau common rail (rampe d’alimentation commune) DDS (Delphi Diesel Systems) dont la pression d’injection est portée à 2 000 bar (contre 1 650 précédemment).
La pression d’injection, élevée, combinée à de nouveaux injecteurs DDS à solénoïde, dont chaque buse est dotée de huit trous (au lieu de six pour le DW10B) d’un diamètre de 110 microns, permet de multiplier le nombre d’injections (potentiellement jusqu’à six par cycle) et engendre une grande finesse de pulvérisation du gazole.
Avec un mélange air/gazole ainsi amélioré, la combustion est plus complète, plus homogène et réduit l'émission polluante à la source.

#### Turbocompresseur
Le moteur utilise un turbocompresseur à géométrie variable Honeywell Turbo Technology, dont la taille est optimisée : plus petit, il est donc doté d’une plus faible inertie. Ainsi, avec une vitesse de rotation qui peut atteindre 280 000 tr/min, ce turbocompresseur améliore la réactivité du moteur avec un temps de réponse réduit au minimum[réf. nécessaire].

#### Optimisations
Entre le DW10DTED4 et son prédécesseur, ce sont plus de 50 % des pièces qui ont été entièrement repensées, afin d’améliorer au maximum le rendement du moteur, traquer la moindre perte d’énergie potentielle et maîtriser la consommation.
Ainsi, en sus des techniques ci-dessus, de nombreuses autres évolutions ont été étudiées dont :
- une pompe à huile à cylindrée variable, autopilotée par la pression, qui permet de faire varier son débit en fonction des besoins du moment (moins de débit et donc d’énergie nécessaire à bas régime, conditions de roulage les plus fréquentes) ;
- un système optimisé de recirculation des gaz d’échappement dans les chambres de combustion (vanne EGR) ;
- la réalisation d’un travail important sur la réduction des frottements.

Enfin, la souplesse du moteur et la plus grande disponibilité de couple à faible régime contribuent à l’amélioration de l’agrément de conduite, tout en permettant à l’utilisateur de rouler davantage dans les bas régimes et de réduire ainsi sa consommation de carburant au quotidien.

#### Filtre à particules
Le DW10DTED4 est associé à la technique FAP de dernière génération (de type octosquare), avec filtre additivé à l’Eolys (qui réduit la quantité de résidus stockés sur les parois du filtre).
Profitant de l’efficacité du moteur en matière de dépollution à la source, ce filtre à particules atteint une périodicité d’entretien de 210 000 km (contre 180 000 précédemment).

### Moteur DW12C
Fin 2010, avec le lancement de la 508, Peugeot lancera deux évolutions du moteur 2,2 l, de 200 et 204 chevaux:
2.2 HDi 200 :

Cylindrée : 2 179 cm3

Turbocompresseur à géométrie fixe

Puissance : 147 kW à 3 500 tr/min

Couple : 420 N m à 1 750 tr/min

2.2 HDi 204 :

Cylindrée : 2 179 cm3

Turbocompresseur à géométrie variable

Puissance : 150 kW à 3 500 tr/min

Couple : 450 N m à 2 000 tr/min

## Quatrième génération
Le partenariat avec Jaguar est terminé.
De 2013 à 2015 sont lancés les nouveaux moteurs HDi euro 6 nommés BlueHDi.
- Il n'y aura plus que des 1.6 l et 2.0 l à terme.
- Le 1.6 HDi 75 ainsi que le 1.4 HDi 70 seront remplacés par le 1.6 BlueHDi 75 chevaux.
- Le 1.6 HDi 90/92/110/112/115 chevaux passe à 1.6 BlueHDi 100/120 chevaux.
- Le 2.0 HDi 136/140/150/163 devient 2.0 BlueHDi 135/150/180.
- Le 2.2 HDi sera abandonné fin 2015.
- Le 3.0 V6 HDi a été abandonné en novembre 2013[6]. Il avait remplacé le 2.7 V6 HDi à partir de 2009.

### Gamme de moteurs
| Code                               | DV6FETED                                                             |                                                       | DV6FDTED |                                                       | DV6FCTED |                                    | DW10--TED4E5                                          |                                    |                                                                        | DW10FDTED4 |                                    | DW10FCTED4 | DW10FPTED4                                |
| ---------------------------------- | -------------------------------------------------------------------- | ----------------------------------------------------- | --- | ----------------------------------------------------- | --- | ---------------------------------- | ----------------------------------------------------- | ---------------------------------- | ---------------------------------------------------------------------- | --- | ---------------------------------- | --- | ----------------------------------------- |
| Cylindrée (l)                      | 1,6                                                                  | 1,6                                                   | 1,6 | 1,6                                                   | 1,6 | 2,0                                | 2,0                                                   | 2,0                                | 2,0                                                                    | 2,0 | 2,0                                | 2,0 | 2,0                                       |
| Nombres de cylindres / Disposition | 4 en ligne                                                           | 4 en ligne                                            | 4 en ligne | 4 en ligne                                            | 4 en ligne | 4 en ligne                         | 4 en ligne                                            | 4 en ligne                         | 4 en ligne                                                             | 4 en ligne | 4 en ligne                         | 4 en ligne | 4 en ligne                                |
| Nombres soupapes                   | 8                                                                    | 8                                                     | 8 | 8                                                     | 8 | 16                                 | 16                                                    | 16                                 | 16                                                                     | 16 | 16                                 | 16 | 16                                        |
| Puissance maxi (ch CEE / kW)       | 75 (55)                                                              | 95                                                    | 100 (75) | 115                                                   | 120 (88) | 110                                | 120 (88)                                              | 130                                | 135                                                                    | 150 | 160                                | 180 | 210                                       |
| Couple maxi (N m)                  | 230                                                                  | 210 à 240                                             | 254 | 270 à 300                                             | 300 | 250                                | 340                                                   | 340                                | 320                                                                    | 370 | 350                                | 400 | 450                                       |
| Véhicules                          | DS3 Peugeot 208 Peugeot Partner II Citroën C3 II Citroën Berlingo II | Citroën Jumpy III Peugeot Expert III Toyota ProAce II | DS3 Peugeot 208 Peugeot 2008 Peugeot 308 II Peugeot Partner II Citroën C3 II Citroën C4 Cactus Citroën C4 II Citroën C4 Picasso II Citroën Berlingo II | Citroën Jumpy III Peugeot Expert III Toyota ProAce II | DS3 DS4 DS5 Peugeot 208 Peugeot 2008 Peugeot 308 II Peugeot 3008 Peugeot 508 Peugeot 5008 Peugeot Partner II Citroën C4 II Citroën C4 Picasso II Citroën C5 II Citroën Berlingo II | Peugeot Boxer II Citroën Jumper II | Citroën Jumpy III Peugeot Expert III Toyota ProAce II | Peugeot Boxer II Citroën Jumper II | DS4 DS5 Peugeot 308 II Peugeot 508 Citroën C4 Picasso II Citroën C5 II | DS4 DS5 Peugeot 308 II Peugeot 3008 Peugeot 508 ph2 Peugeot 5008 Peugeot Expert III Citroën C4 II Citroën C4 Picasso II Citroën C5 II Citroën Jumpy III Ford Mondeo IV Ford Kuga II Toyota ProAce II | Peugeot Boxer II Citroën Jumper II | DS4 DS5 Peugeot 308 II Peugeot 508 Peugeot Expert III Citroën C5 II Citroën Jumpy III Ford Edge II Ford Mondeo IV Ford Kuga II Ford S-Max II Toyota ProAce II | Ford Edge II Ford Mondeo IV Ford S-Max II |

## Compétition
Depuis 2007, Peugeot aligne en compétition la 908 pour les courses d'endurance dont les 24 Heures du Mans. Ce prototype est équipé d'un moteur HDi 12 cylindres en V bi-turbo doté de deux filtres à particules.
Ce véhicule se distingue dans les épreuves d'endurance : entre 2007 et 2008 il gagne 10 des 13 courses auxquelles il a pris part (palmarès arrêté au 23 août 2008).
La 908 a gagné l'épreuve des 24 Heures du Mans 2009, 77e édition de l'épreuve, après avoir terminé deux fois deuxième en 2007 et 2008. Mais en 2010, malgré quatre véhicules engagés, aucune ne termina l'épreuve.